# Crenicara punctulatum
Espèce
Synonymes
- Acara punctulata Günther, 1863
- Crenicara elegans Steindachner, 1875
- Aequidens madeirae Fowler, 1913
- Aequidens hercules W.R. Allen, 1942

Crenicara punctulatum est une espèce de poissons Perciformes néotropicaux qui appartient à la famille des Cichlidae native de criques et de rivières des bassins de l'Amazone et du fleuve Essequibo en Amérique du Sud.